# Creștinismul după țară
Țările cu cel mai mare număr de creștini în 2010:
| Loc | Țară                       | Număr de creștini | % din populația totală |
| --- | -------------------------- | ----------------- | ---------------------- |
| 1   | Statele Unite              | 246.790.000       | 79,5%                  |
| 2   | Brazilia                   | 175.700.000       | 90,2%                  |
| 3   | Mexic                      | 107.780.000       | 95%                    |
| 4   | Rusia                      | 105.220.000       | 73,6%                  |
| 5   | Filipine                   | 86.790.000        | 93,1%                  |
| 6   | Nigeria                    | 80.510.000        | 50,8%                  |
| 7   | Republica Populară Chineză | 67.070.000        | 5,0%                   |
| 8   | Republica Democrată Congo  | 63.150.000        | 95,7%                  |
| 9   | Germania                   | 58.240.000        | 70,8%                  |
| 10  | Etiopia                    | 52.580.000        | 63,4%                  |

Țările cu cel mai mare procent de creștini în 2010:
| Loc | Țară              | % din populația totală | Număr de creștini |
| --- | ----------------- | ---------------------- | ----------------- |
| 1   | Vatican           | 100%                   | 800               |
| 2   | România           | 99%                    | 21.490.000        |
| 3   | Papua Noua Guinee | 99%                    | 6.860.000         |
| 4   | Tonga             | 99%                    | 100.000           |
| 5   | Timorul de Est    | 99%                    | 1.120.000         |
| 6   | Armenia           | 98,5%                  | 3.090.000         |
| 7   | Namibia           | 97,6%                  | 2.280.000         |
| 8   | Insulele Marshall | 97,5%                  | 50.000            |
| 9   | Republica Moldova | 97,5%                  | 3.570.000         |
| 10  | Insulele Solomon  | 97,5%                  | 520.000           |